# 대송중학교 (경북)
대송중학교(大松中學校)는 대한민국 경상북도 포항시 남구 대송면 남성리에 있는 공립 중학교이다.

## 학교 연혁
- 1995년 9월 1일 : 대송중학교 설립인가
- 1997년 3월 1일 : 초대 김초미 교장 취임
- 1997년 3월 3일 : 개교
- 1997년 3월 5일 : 제1회 입학식(신입생 140명)
- 1998년 3월 1일 : 교육부 지정 인성교육 자율시범학교
- 1998년 12월 3일 : 4층 교사 완공
- 2002년 3월 1일 : 교육인적 자원부 지정 ICT 활용 연구학교(~2003.2.28)
- 2008년 3월 1일 : 경상북도교육청 지정 교원능력개발 시범학교 운영(~2009.02.28)
- 2010년 3월 1일 : 경상북도교육청지정 자율학교(3년간)
- 2010년 3월 1일 : '사교육 없는 학교' 연구학교 운영(경상북도교육청지정)
- 2023년 3월 1일 : 제11대 이후곤 교장 취임
- 2024년 2월 8일 : 제25회 졸업식(남 1명, 여 6명 계 7명, 총 1,341명)
- 2024년 3월 4일 : 입학식(남 2명, 여 0명 계 2명)

## 참고 자료
- 대송중학교 - 한국교육학술정보원 학교알리미